# Östergötlands runinskrifter 70
Runinskrift Ög 70 är en runsten som står vid Ekeby kyrka i Ekeby, Boxholms kommun, Östergötland.

## Stenen
När man skulle bygga om ringmuren runt Ekeby kyrka 1903 hittades denna runsten. Den låg då med ristningen neråt vilket gjorde att den inte upptäcktes direkt, utan först efter att den sprängts sönder och bitarna tagits upp. Då stenen påträffades var det även fullt av murbruk på runskriften, vilket antydde att den använts vid någon tidigare byggnation. År 1904 restes den ihopsatta stenen på kyrkogården.

## Inskriften
Följande är alltså i behåll av inskriften:
A) buþi B) urþ tusti auk tuki þir b C) ii A) eftR þurkut — þ B) u si

Översättning: N. N. och Toste och Toke, bröderna, [läto resa denna sten] efter Torgöt,
sin fader.